# Pilipili
Pilipili was een muzikaal radioprogramma dat van december 1996 tot 2007 op de Vlaamse radiozender Radio 1 werd uitgezonden. Sinds 2012 valt het opnieuw te beluisteren.

## Concept
Pilipili werd bedacht en gemaakt door Wouter Mattelin, Michaël Robberechts en Raymond Stroobant. Volgens Stroobant wou men "een overgangsprogramma tussen de actualiteit van de werkdag en de nicheprogramma’s van na negen uur en ik ben toen met het idee gekomen van een mengeling tussen aan de ene kant de pop en rock die overdag gedraaid werd, en aan de andere kant de blues en jazz van de latere avond."
Het programma werd jarenlang op Radio 1 uitgezonden. De begintune is gebaseerd op het nummer Bog La Bag van de Braziliaanse zanger Carlinhos Brown. Naast rock en pop komen er ook andere genres aan bod, zoals blues, soul, funk, jazz, country en wereldmuziek. De show focust zich zowel op nieuwe releases als oudere muziek.
In 2001 werd het met een Media ZAMU Award onderscheiden.